# 満洲人脈
満洲人脈（まんしゅうじんみゃく）とは満洲国で形成された右派勢力の名称。戦後も日本政治に大きな影響を及ぼした。また、日本による統治に協力した朝鮮のチンイルパ（親日派）の人物も多く含まれており、彼らは戦後韓国の軍事独裁政権の中で大きな影響力を及ぼした。両者は日韓基本条約の締結以来関係を深め、「日韓癒着」と称される日本保守陣営との蜜月関係を築いた。

## 日本における満洲人脈
満洲国の実質的支配層であった日本人上級官僚や当時の大陸右翼、満鉄調査部の関係者などが母体である。二・二六事件に関与して左遷された軍人や、共産主義者からの転向者も多い。ソビエト連邦の経済政策を参考として、満洲国の経済建設の実績をあげた。満鉄調査部事件などで共産主義活動の嫌疑をかけられ検挙された者もいる。ここで培われた経済統制の手法は戦時体制の確立や、戦後の日本の経済政策にも生かされていく。岸総理や右翼の児玉誉士夫などの大物が名を連ね、戦後保守政治に影響力を及ぼした。
主なメンバー
- 岸信介（1936年（昭和11年）10月に満洲国国務院実業部総務司長、1937年（昭和12年）7月に産業部次長、1939年（昭和14年）3月には総務庁次長に就任）
- 佐藤栄作（当時鉄道省から上海の華中鉄道設立のために出向）
- 難波経一（満洲国民政部禁煙総局長）
- 池田勇人
- 松岡洋右（1935年（昭和10年）8月2日から1939年（昭和14年）3月24日まで南満洲鉄道第14代総裁）
- 東條英機（関東軍参謀長）
- 椎名悦三郎（満洲国産業部鉱工司長）
- 後藤新平（1906年（明治39年）11月13日から1908年（明治41年）7月14日まで南満洲鉄道初代総裁）
- 二反長音蔵
- 吉田茂（1907年（明治40年）2月から1909年（明治42年）まで駐奉天日本領事館に領事官補として赴任、1925年（大正14年）10月から昭和3年（1928年）まで駐中華民国奉天・大日本帝国総領事）
- 星野直樹
- 大平正芳（1939年（昭和14年）6月20日から1940年（昭和15年）10月まで興亜院蒙疆連絡部経済課主任（1939年10月から経済課長）として着任）
- 愛知揆一（興亜院華北連絡部書記官）
- 長沼弘毅（興亜院華中連絡部書記官）
- 高畠義彦（海南島厚生公司東京事務所責任者）
- 関屋悌蔵（新京特別市副市長）
- 鮎川義介（満洲重工業開発株式会社総裁）
- 麻生太賀吉 (戦後衆議院議員を3期務める。長男である麻生太郎は，麻生セメント代表取締役社長および内閣総理大臣（第92代）を務めた。)
- 福家俊一（上海の国策新聞「大陸新報」社長）
- 甘粕正彦
- 影佐禎昭（陸軍中将。特務機関員。谷垣禎一の祖父）
- 石原莞爾（陸軍中将。1928年（昭和3年）10月 - 関東軍作戦主任参謀。1931年（昭和6年）10月 - 関東軍作戦課長。1937年（昭和12年）9月 - 関東軍参謀副長。1938年（昭和13年）8月 - 兼満洲国在勤帝国大使館附陸軍武官）
- 楠本実隆（陸軍少将。特務機関員）
- 橋本欣五郎（陸軍大佐。1922年（大正11年）4月 - 関東軍司令部附仰付（ハルピン特務機関）。1923年（大正12年）8月 - 関東軍司令部附仰付（満洲里特務機関））
- 古海忠之（満洲国総務庁次長）
- 岩畔豪雄
- 阪田誠盛
- 里見甫
- 笹川良一
- 児玉誉士夫
- 岸田正記(戦前・戦後の衆議院議員。実業家。第100・101代内閣総理大臣の岸田文雄や参議院議員宮澤洋一の祖父。昭和8年に幾久屋百貨店を創立した後，大連および奉天で不動産業や百貨店経営に従事。公職追放令を受ける。)

## 大韓民国における満洲人脈
大韓民国の親日派（チンイルパ）の中でも最大勢力の派閥である。メンバーの多くは日本統治時代満洲国軍人であった。朴大統領などもこの人脈に属していたことからかつての軍事独裁政権下では一大勢力を誇った。民主化が達成された現在は影響力を低下させている。
満洲国軍出身者の多くは北部（現在の北朝鮮）が故郷だったが、共産化によって越南して南朝鮮国防警備隊に入隊した。彼らは五族（日、韓、満、蒙、漢）の競争で生き残る能力を鍛え、また満洲国軍の日本人顧問に慣れていたので米軍政の顧問制度に適応した。そのため建軍期の韓国軍で日本軍出身者と共に影響力を拡大していった。
主なメンバー
- 朴正煕（大韓民国大統領）
- 白善燁（陸軍大将、参謀総長）
- 李周一（陸軍大将）
- 丁一権（陸軍大将）
- 元容徳（陸軍中将）
- 申鉉俊（海兵隊中将、海兵隊初代司令官）

## 関連書籍
- 小林英夫『満州と自民党』（新潮新書、2005年） ISBN 4-10-610142-4
- 黒井文太郎 編著『謀略の昭和裏面史 特務機関＆右翼人脈と戦後の未解決事件！』

（宝島社別冊宝島Real、2006年） ISBN 4-7966-5193-4
（宝島社文庫、2007年） ISBN 978-4-7966-5644-3
（宝島SUGOI文庫、2011年新装・改訂版） ISBN 978-4-7966-8405-7
- 姜尚中・玄武岩『興亡の世界史18 大日本・満州帝国の遺産』

（講談社、2010年） ISBN 978-4-06-280718-0
（講談社学術文庫、2016年） ISBN 978-4-06-292354-5